# Interparlamentarische Versammlung der Orthodoxie

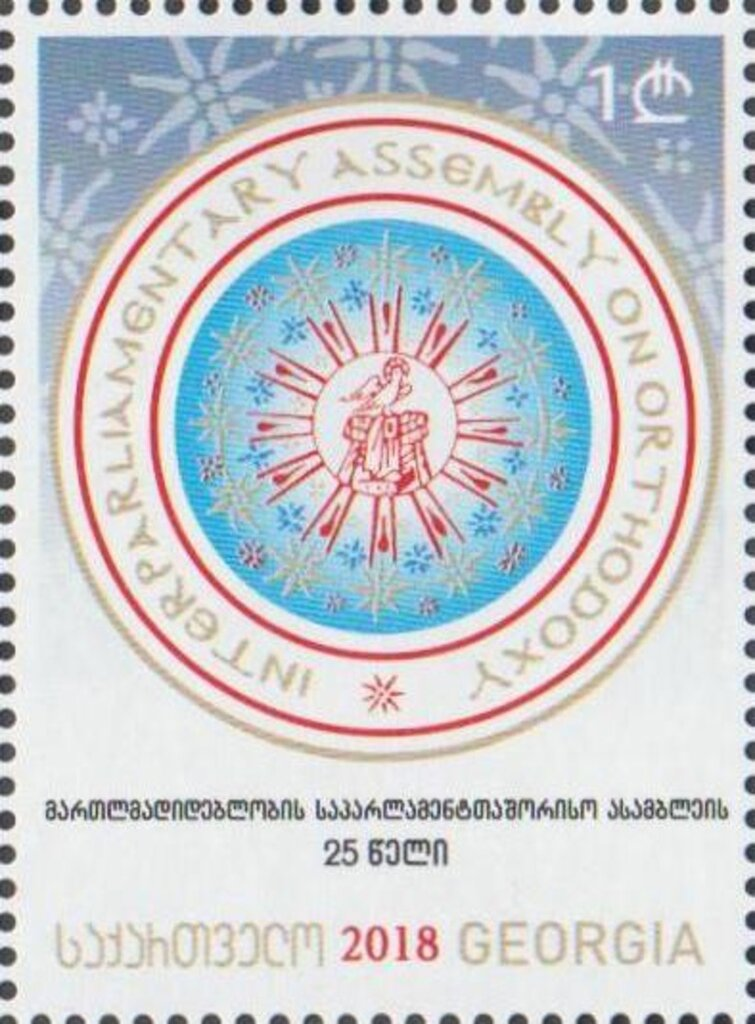
Georgische Briefmarke (2018)

Die Interparlamentarische Versammlung der Orthodoxie (dt. Abk. IVO; griechisch: Διακοινοβουλευτική Συνέλευση Ορθοδοξίας, russisch: Межпарламентская Ассамблея Православия; englisch Interparliamentary Assembly on Orthodoxy, Abk. I.A.O. bzw. IAO) ist eine transnationale, interparlamentarische Institution, die 1994 gegründet wurde. Seit 2023 ist Eugeniusz Czykwin aus Polen ihr Präsident.

## Geschichte
Sie ist aus einer Initiative des griechischen Parlamentes entstanden. Ihr ursprünglicher Name war European Interparliamentary Assembly on Orthodoxy (EIAO). Ihr Sitz ist in Athen, in Griechenland. Es ist eine internationale Vereinigung von Parlamentariern aus 21 Staaten. Sie wurde nach dem Zerfall der Sowjetunion gegründet, um die Kommunikation zwischen den orthodoxen Christen zu wahren.
Es nehmen parlamentarische Delegationen aus den Mitgliedsparlamenten der Organisation teil, und zwar: Albanien, Armenien, Weißrussland, Bulgarien, Zypern, die Tschechische Republik, Estland, Finnland, Georgien, Griechenland, Kasachstan, Lettland, Litauen, Moldawien, Polen, Rumänien, die Russische Föderation, Serbien, Montenegro, die Slowakei und die Ukraine sowie Gruppen von Parlamentsmitgliedern aus Australien, Asien, Afrika und den Vereinigten Staaten.
Zu ihrem ersten Präsidenten wurde S. A. Popow in Athen (2004) gewählt. Eine Generalversammlung findet jedes Jahr Mitte Juni in Form einer Plenarsitzung für amtierende Parlamentarier in einem der teilnehmenden Staaten statt, alle zwei Jahre finden Wahlen zum IAO-Präsidenten statt.
In puncto georgisch-russische Beziehungen fanden im Jahr 2019 in Georgien Demonstrationen nach einer auf Russisch gehaltenen Rede ihres Vorsitzenden  Sergei Gawrilow anlässlich einer internationalen Veranstaltung im georgischen Parlament statt, bei der Gawrilow bei einem Treffen der Interparlamentarischen Versammlung für Orthodoxie (IAO) gesprochen hatte, und die zum Rücktritt des georgischen Parlamentspräsidenten Irakli Kobachidse führten.
Seit 2024 ist der rumänische Politiker Ioan Vulpescu Präsident der Interparlamentarischen Versammlung der Orthodoxie.

## Präsidenten
- 2004–2018: Sergei Alexandrowitsch Popow[7] (Einiges Russland), Abgeordneter der russischen Staatsduma
- 2018–2023: Sergei Anatoljewitsch Gawrilow[8] (Kommunistische Partei der Russischen Föderation) Abgeordneter der russischen Staatsduma
- 2023–2024: Eugeniusz Czykwin, polnischer Politiker und Journalist, Sejm-Abgeordneter

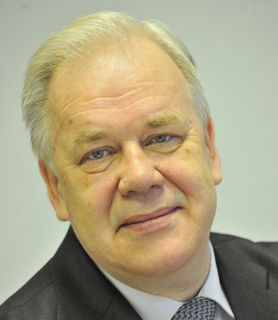
S. A. Popow (Russland)
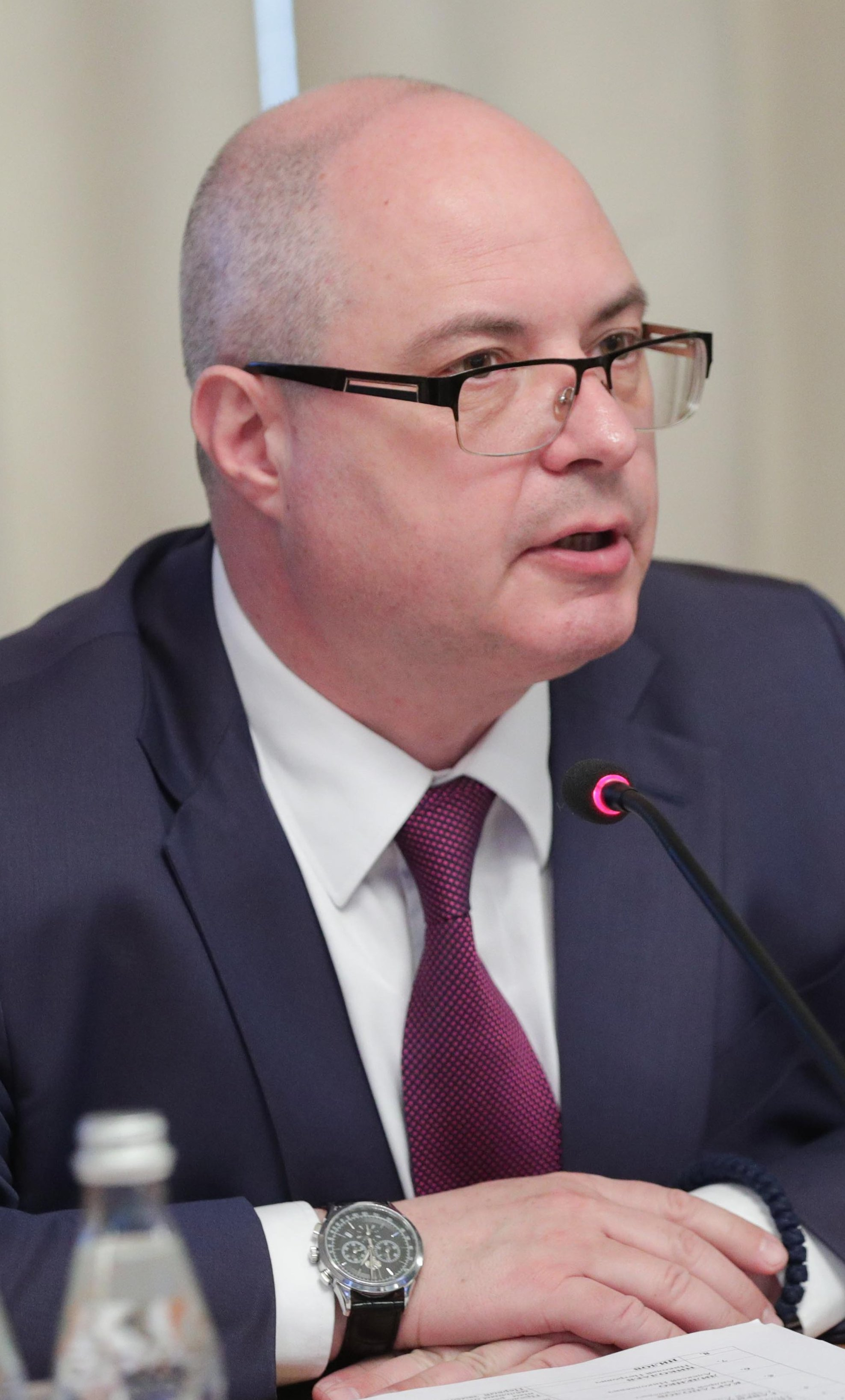
S. A. Gawrilow (Russland)
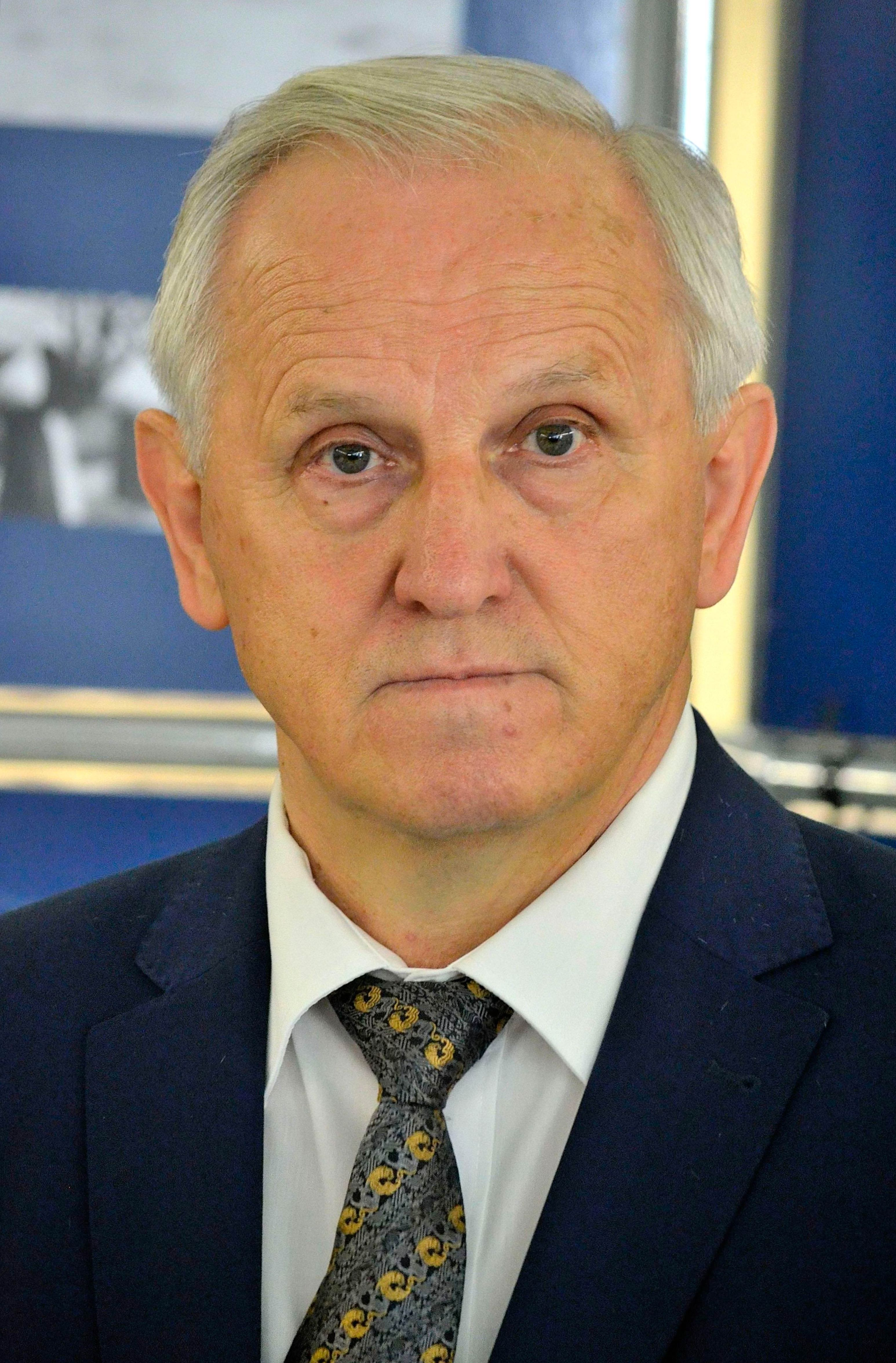
E. Czykwin (Polen)